# オキナワグラフ
『オキナワグラフ』は、沖縄の月刊グラフ誌。1958年（昭和33年）4月1日創刊。創始者は崎山喜昌。『アサヒグラフ』などと同じ大判サイズで、創刊当時は記事の内容を要約した英文も併記されていた。創刊当時から1964年までハワイ支局も置かれ、南米やハワイなど海外在住の沖縄県出身者にも購読された。